# Kep1er
Kep1er (/ˈkɛplər/; кор. 케플러; ром. Kepeulleo; читается как Кеплер, также известные как Kepler) — южнокорейская проектная глобальная гёрл-группа, сформированная в 2021 году через реалити-шоу на выживание Girls Planet 999, которая будет продвигаться 2,5 года.Ближе к окончанию активности группы 7 участниц  продлили контракт,участницы Йесо и Масиро решили не продлевать контракт и вернулись в изначальную компанию готовясь к дебюту в группе MADEIN (от 143ent). Группа состоит из 7 участниц: Юджин, Сяотин, Чэхён, Даён, Хикару, Бахи, Ёнын (бывшие участницы Йесо и Масиро). Дебют состоялся 3 января 2022 года с мини-альбомом First Impact.
Дебютировав 3 января 2022 года под управлением Swing Entertainment и WAKEONE Entertainment, Kep1er немедленно добились успеха — за первые 24 часа количество продаж дебютного мини-альбома группы достигло 150 153 копии, став лучшим показателем среди женских групп в истории южнокорейского чарта Hanteo.

## Название
«Kep1er» было предложено и создано зрителями шоу через веб-сайт Naver. Название «Kep1er» — это комбинация двух слов: «Kep», именующее сохранение своей мечты, и цифры «1», которая означает, что все участницы объединяются, чтобы стать единым целым. Название происходит от Иоганна Кеплера и его законов движения планет. Кеплер был немецким астрономом и математиком в XVI-XVII веках.
Название также сохранило свою связь с Girls Planet 999, продолжив космическую концепцию из названия шоу.

## История

### Пре-дебют
Kep1er сформировались в рамках реалити-шоу на выживание Girls Planet 999 от Mnet, которое транслировалось с 6 августа по 22 октября 2021 года. В шоу приняли участие 99 трейни из Китая, Японии и Южной Кореи, чтобы побороться за право дебютировать в глобальной женской группе. Во время прямой трансляции финального эпизода шоу 22 октября 2021 года был объявлен состав будущей группы, в который вошли Ким Чэхён, Хюнин Бахи, Чхве Юджин, Ким Даён, Со Ёнын, Кан Йесо, Эдзаки Хикару, Сакамото Маширо и Шэнь Сяотин.
Ещё до начала шоу несколько участниц финального состава активно продвигались в индустрии развлечений. Кан Йесо с ранних лет была актрисой, а в 2010 году дебютировала в детской группе CutieL, прежде чем присоединиться к Busters в 2019 году. В 2020 году Йесо покинула коллектив.
Чхве Юджин 19 марта 2015 года дебютировала в женской группе Cube Entertainment — CLC.
Шэнь Сяотин и Ким Даён ранее принимали участие в других шоу на выживание. Даён в 2018 году участвовала в третьем сезоне серии реалити-шоу Produce 101 от Mnet, Produce 48, представляя CNC Entertainment. Она выбыла в первом раунде заняв 70-е место. После шоу Ким Даён покинула CNC Entertainment и подписала контракт со Stardium Entertainment, но снова ушла после того, как её дебют был отменен. Сяотин же представляла свою компанию Top Class Entertainment в китайском шоу Produce Camp 2020. Выбыла в первом раунде заняв 80-е место. Шэнь Сяотин также была танцовщицей бальных и современных танцев, завоевав золотую медаль на соревнованиях по современным танцам, проходивших в Шанхае, а также заняв шестое место в мире на британском конкурсе.
Сакамото Маширо была трейни JYP Entertainment с 2016 по 2018 год. В 2017 году она вместе с другими девушками-трейни боролась против мужской команды в первом эпизоде реалити-шоу на выживание Mnet Stray Kids, но выбыла.

### 2021–2022: Дебют сFirst Impact, участие вQueendom 2,Doublast, японский дебют,Troubleshooter, иLovestruck!

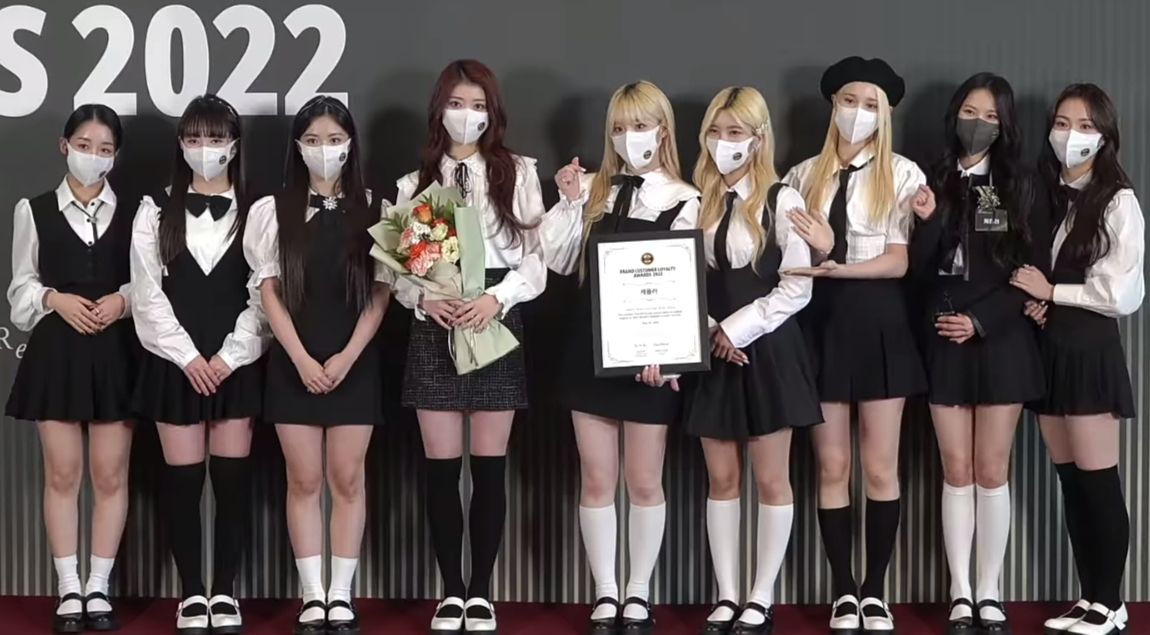
Kep1er на Brand Customer Loyalty Awards, 3 мая 2022 года.

22 октября 2021 года, после завершения Girls Planet 999, были открыты аккаунты группы в Twitter, Instagram и Facebook. В них также был размещен тизер, демонстрирующий официальный логотип группы, который ранее был представлен во время финального эпизода шоу.
25 октября на Naver была опубликована статья, в которой говорилось, что группа будет осуществлять свою деятельность как музыкальный коллектив примерно в течение следующих двух с половиной лет и в настоящее время уже начинает подготовку к своему дебютному альбому.
Первоначально планировалось, что дебют Kep1er состоится 14 декабря 2021 года с их первым мини-альбомом First Impact, а предварительные заказы начнутся 29 ноября. Также первоначально планировалось, что они выступят на Mnet Asian Music Awards 2021 года 11 декабря. Однако было объявлено, что запланированный дебют группы был отложен до 3 января 2022 года из-за того, что у одного из их сотрудников был выявлен положительный тест на COVID-19. Их выступление на Mnet Asian Music Awards 2021 также было отменено. 14 декабря стало известно, что у участниц группы Маширо и Сяотин был выявлен положительный результат на COVID-19. 26 декабря агентство Kep1er объявило, что Сяотин и Маширо полностью выздоровели от COVID-19..
3 января 2022 года Kep1er выпустили свой дебютный мини-альбом First Impact с заглавным треком «Wa Da Da». 10 января Чэхён была объявлена новой ведущей музыкальной программы SBS MTV The Show вместе с Минхи из Cravity. 13 января Kep1er выиграли свою первую награду на музыкальном шоу M Countdown с песней «Wa Da Da».
21 февраля стало известно, что Kep1er примут участие во 2 сезоне шоу на выживаение «Queendom», премьера которого состоялась 31 марта. В финале группа заняла 5 место.
20 июня Kep1er выпустили второй мини-альбом Doublast, с ведущим синглом  «Up!».
7 сентября Kep1er дебютировали в Японии с синглом «Fly-Up».
23 сентября  Kep1er выпустили промо-сингл «Sugar Rush» через платформу Universe Music.
13 октября Kep1er выпустили третий мини-альбом Troubleshooter с «We Fresh» в качестве ведущего сингла.

### 2023–н.в: Первый японский тур и изменения в составе
14 февраля 2023 года WakeOne и Swing Entertainment объявили даты концертного тура Kep1er Japan Concert Tour 2023 'Fly-By', который пройдет в Айти и Хего. Это стало первым туром группы по Японии с момента их дебюта. 15 марта Kep1er выпустили свой второй японский сингл Fly-By, с песней «I Do! Do You?» в качестве ведущего трека. Группа выпустила свой четвертый мини-альбом Lovestruck! 10 апреля, с ведущим синглом «Giddy».
Kep1er успешно провели свой концертный тур, выступив в Токио на национальном стадионе Ёёги 20-21 мая, на выставке Aichi Sky Expo 2-3 июня и в мемориальном зале Kobe World Memorial Hall в Кобе 10-11 июня. 6 июля Kep1er выпустили промо-сингл «Rescue Tayo» в сотрудничестве с детским анимационным каналом YouTube Tayo the Little Bus. 25 сентября группа выпустила свой пятый мини-альбом Magic Hour, ведущим синглом с которого стал «Galileo». 22 ноября группа выпустила свой третий японский сингл Fly-High, заглавной песней которого стал «Grand Prix».
В 2024 году Kep1er провели свой второй концертный тур по Японии под названием Kep1er Japan Concert Tour 2024 'Fly-High' в Тибе в Makuhari Event Hall 23-24 февраля, а также в Кобе в Kobe World Memorial Hall 2-3 марта. 14 февраля WakeOne и Swing Entertainment объявили о том, что группа продолжит свое турне по Японии. Первый японский студийный альбом Kep1going должен был выйти 8 мая. Заглавный трек «Straight Line» был выпущен 23 апреля. 13 мая было объявлено, что Kep1er выпустят свой первый корейский студийный альбом Kep1going On 3 июня.
В сентябре стало известно, что WakeOne обсуждает возможность продления контракта группы с соответствующими агентствами участниц сверх первоначального срока в два года и шесть месяцев, что в случае неудачи привело бы к роспуску группы в середине 2024 года.[45] К январю 2024 года обсуждение вопроса, что продление контрактов с участницами группы все ещё продолжается. Срок действия контракта с группой истекал в июле того же года. 30 мая WakeOne объявили, что все участницы Kep1er, за исключением Масиро и Йсо, продлили свои контракты. Масиро и Йесо покинули группу после концертов группы в Йокогаме, Япония, 15 июля.

## Участницы
Никакие официальные позиции участниц, кроме лидера, солидера, центра и макнэ не были объявлены компаниями группы
| Ранг | Настоящее имя | Настоящее имя        | Дата рождения | Позиция в группе          | Агентство               |
| Ранг | Русский       | Хангыль/Кандзи/Ханча | Дата рождения | Позиция в группе          | Агентство               |
| ---- | ------------- | -------------------- | ------------- | ------------------------- | ----------------------- |
| 3    | Чхве Ю Джин   | 최유진               | 12.08.1996    | Лидер                     | Cube Entertainment      |
| 9    | Шэнь Сяотин   | 沈小婷               | 12.11.1999    | Ведущий танцор            | Top Class Entertainment |
| 1    | Ким Чэ Хён    | 김채현               | 26.04.2002    | Главная вокалистка, центр | WAKEONE Entertainment   |
| 4    | Ким Да Ён     | 김다연               | 02.03.2003    | Главный танцор            | Jellyfish Entertainment |
| 7    | Эдзаки Хикару | 江崎 ひかる          | 12.03.2004    |                           | Avex Artist Academy     |
| 2    | Хюнин Бахийи  | 휴닝바히에           | 27.07.2004    |                           | IST Entertainment       |
| 5    | Со Ён Ын      | 서영은               | 27.12.2004    | Макнэ                     | Biscuit Entertainment   |

### Бывшие участницы
| Ранг | Настоящее имя   | Настоящее имя  | Дата рождения | Позиция в группе | Агентство         |
| Ранг | Русский         | Хангыль/Кандзи | Дата рождения | Позиция в группе | Агентство         |
| ---- | --------------- | -------------- | ------------- | ---------------- | ----------------- |
| 8    | Сакамото Масиро | 坂本 舞白      | 16.12.1999    | Солидер          | 143 Entertainment |
| 6    | Кан Йесо        | 강예서         | 22.08.2005    | Макнэ            | 143 Entertainment |

## Сотрудничество
15 февраля 2022 года Kep1er стали моделями для южнокорейского косметического бренда S2ND.

## Дискография

### Корейские

#### Мини-альбомы
- First Impact (2022)
- Doublast (2022)
- Troubleshooter (2022)
- Lovestruck! (2023)
- Magic Hour (2023)

Студийный альбомы
Kep1going On(2024)

### Японские

#### Студийные альбомы
- Kep1going (2024)

## Фильмография

### Реалити-шоу
| Год  | Название               | Примечания               | Ссылка |
| ---- | ---------------------- | ------------------------ | ------ |
| 2021 | Girls Planet 999       | Шоу на выживания         | [ 36 ] |
| 2021 | Kep1er View            | Пре-дебютное реалити-шоу | [ 37 ] |
| 2022 | Kep1er Debut Show      | Дебютное шоу             | [ 38 ] |
| 2022 | Kep1er Zone            | РЕалити-шоу              | [ 39 ] |
| 2022 | Queendom               | Contestant               | [ 21 ] |
| 2022 | Kep1er Doublast On Air |                          | [ 40 ] |
| 2022 | KEPtain Heroes         |                          | [ 41 ] |
| 2023 | Kep1er-unner           |                          | [ 42 ] |